# 間歇泉

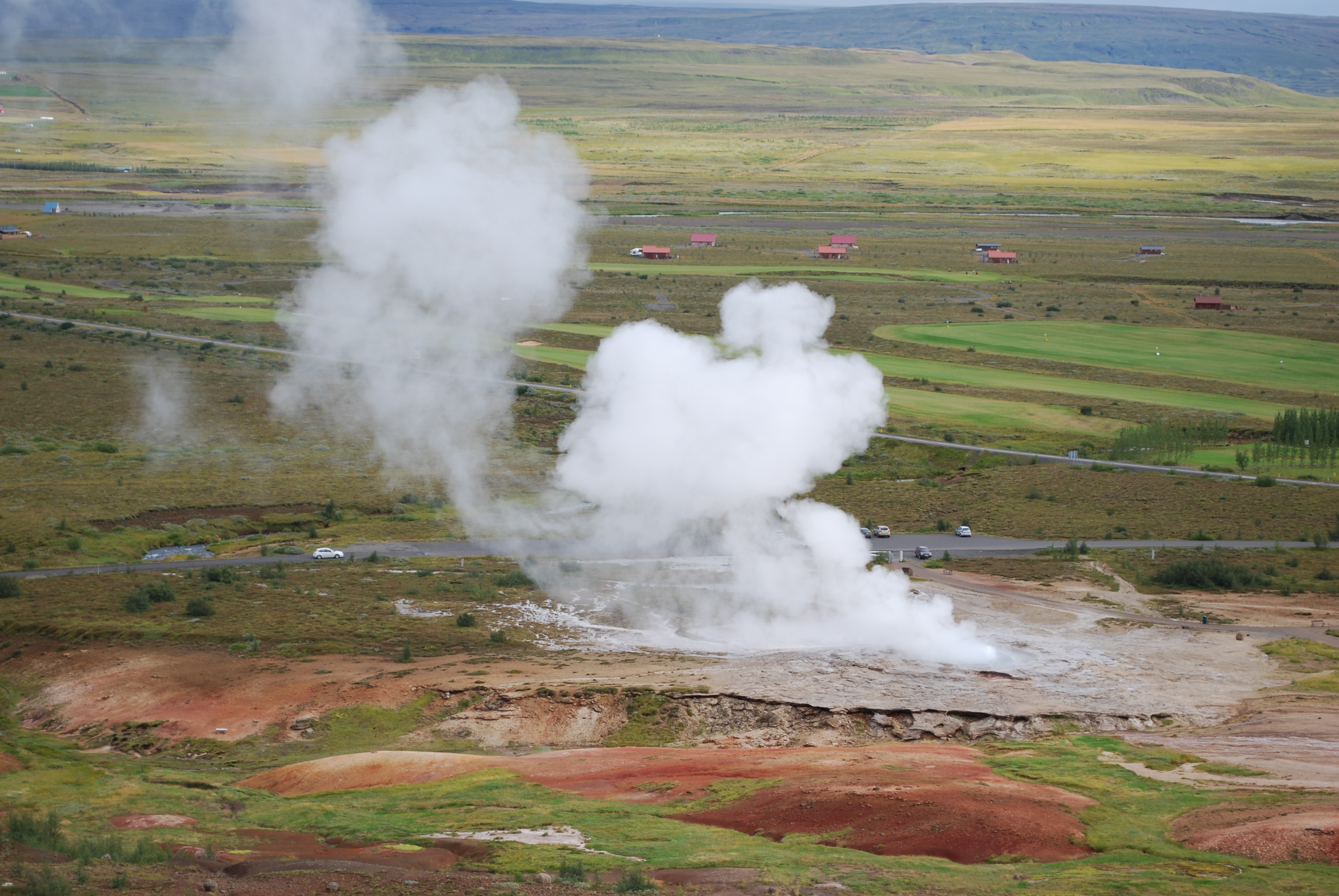
冰島的大間歇泉。

間歇泉噴發示意圖

間歇泉（英語：geyser，美國 /ɡaɪzər/，英國 /ˈɡiːzər/)），是溫泉的一種，因為地下水變成蒸氣而間歇地噴出而形成。

## 詞源
間歇泉的英語是語源是來源於冰島語的（「噴出」的意思），因為英國人登陸冰島後第一次看到間歇泉。